# Проточне
Прото́чне (до 1945 року — Новий Баявут, Яни-Баявут; крим. Yañı Bayavut) — село Курманського району Автономної Республіки Крим.